# Fritz Kruspersky
Fritz Kruspersky, v české podobě též Bedřich Kruspersky (28. prosince 1911, Opava – 29. října 1996, Pasov), byl německý scénograf a malíř.

## Život
Studoval opavskou reálku, kde maturoval v roce 1930. Pak studoval v letech 1930–1933 architekturu na Německé vysoké škole technické v Praze u profesora Fritze Lehmanna. Dále pokračoval ve studiu na Akademii výtvarných umění u profesora Franze Thieleho. Současně byl mimořádným posluchačem na Akademii dramatických umění v oborech scénografie u Emila Pirchana a režii u Karla Birka. Během studia obdržel školní ceny za výpravu opery Ludwiga van Beethovena Fidelio a za kostýmy k operám Turandot a Boris Godunov.
Od roku 1937 působil jako scénograf městského divadla v Opavě. V roce 1939 převzal praktické vyučování scénografie pro Německou akademii hudby a výtvarných umění (Deutsche Akademie für Musik und darstellende Kunst) v Praze. Vedle toho zakládal ochotnické divadelní soubory a sám ochotnicky vystupoval. Po uzavření divadla v červnu 1944 byl  nasazen v muniční továrně Minerva.
V roce 1945 prchal před postupem sovětských vojsk přes Prahu a až v Heidmühle na bavorských hranicích se setkal opět se svou rodinou. Vydělával si v té době kreslením portrétů padlých manželů a synů podle fotografií. Později se usadil v Pasově.
V roce 1950 zveřejnil v Höflingově nakladatelství brožuru „Die Bühne des Laienspielers“ („Ochotníkovo jeviště“) a roku 1952 se mu podařilo získat zaměstnání jako scénograf v divadlech v Pasově a Landshutu. Jeho díla vzbudila pozornost a obdiv střízlivostí a přísně úsporným nasazením prostředků. Tuto činnost musel ukončit po těžké nemoci v letech 1958–1961 a věnoval se nadále jen malbě, především náboženských motivů. Jedním z jeho posledních děl byla roku 1979 křížová cesta pro malý kostel v Hinterschmidingu severně od Pasova. Dvakrát se obrátil k tématu „Oráče a smrti“, podruhé roku 1980 po smrti své manželky Christiany.

## Dílo

### Výstavy
Během 30. a 40. let 20. století vystavoval ve městech: Opava, Ostrava, Krnov, Olomouc, Odry, Liberec, Praha.
Velké retrospektivní výstavy jeho maleb, grafiky, kreseb a scénografických návrhů se konaly v domě „Deutscher Osten“ („Německý východ“) v Mnichově, ve „Veste Oberhaus“ v Pasově (1974 a 1976) a ve Freisingu. K výstavě v „Deutscher Osten“ vyšel roku 1974 katalog ve spolupráci s Ackermannovým sdružením a s podporou Sudetoněmecké nadace (Sudetendeutsche Stiftung).

### Spisy
- 1950 Die Bühne des Laienspielers (Ochotníkovo jeviště), München : Höfling,
- 1951 ilustrace ke knize: Franz Lorenz: Knopf und Klingelbeutel : Ein Traumspiel, München : Höfling,
- 1982 Ein Totentanz (Tanec smrti), vlastní náklad
- 1983 Kreuzweg unseres Herrn Jesus Christus (Křížová cesta našeho Pána, Ježíše Krista), vlastní náklad

### Zastoupení ve sbírkách
Jeho práce z let působení v Opavském divadle jsou uloženy v těchto českých muzeích:
- Slezské zemské muzeum v Opavě
- Galerie výtvarného umění v Ostravě [3]
- Severočeské muzeum v Liberci
- Národní galerie v Praze

### Ocenění díla
V roce 1983 mu byla udělena Kulturní cena města Pasova (Kultureller Ehrenbrief der Stadt Passau).